# Juan Cruz Díaz Espósito
Juan Cruz Díaz Espósito (Quilmes, Buenos Aires, Argentina; 25 de abril de 2000) es un futbolista español de origen argentino que se desempeña como extremo en el C. D. Leganés de la Segunda división de fútbol de España.

## Trayectoria
Nacido en la localidad argentina de Quilmes, se trasladó muy pronto a España con su familia debido a la crisis de diciembre de 2001. Se establecieron en Andalucía, en la localidad malagueña de Rincón de la Victoria.

### Málaga C. F.
Su trayectoria en el fútbol base del Málaga C. F. arrancó en 2010, en edad alevín, pasó por las categorías infantil, cadete y juvenil hasta llegar al Atlético Malagueño, en el que jugó cuatro años. En el curso 2017-18 participó en el ascenso del segundo equipo malagueño a Segunda división B y debutó con dieciocho años con el primer equipo en Primera división en la última jornada de la temporada 2017-18 frente al Getafe C. F.

### Real Betis Balompié
En junio de 2021 tras terminar su contrato con el Málaga C. F., fichó con el Real Betis Balompié para integrarse en el segundo equipo, el Betis Deportivo Balompié. Después de un destacado inicio con el filial en la temporada 2022-23, fue convocado en varias ocasiones por el entrenador del primer equipo, Manuel Pellegrini y debutó, con el Betis en Primera División el 16 de octubre de 2022 contra la U. D. Almería. Poco después de su estreno, firmó su primer contrato como profesional y amplió su vinculación con el Real Betis hasta 2025. Marcó su primer gol en Primera división en la jornada 12 del campeonato, disputada el 30 de octubre de 2022, en la victoria en Anoeta de su equipo frente a la Real Sociedad por 0-2.

### C. D. Leganés
El 1 de febrero de 2024, último día del mercado de invierno, marchó cedido al C. D. Leganés de la Segunda división de España hasta final de temporada pactando una opción de compra obligatoria en caso de ascenso del club madrileño. En esa media temporada en el equipo anotó 4 goles y dio 2 asistencias, contribuyendo de forma decisiva al ascenso del equipo madrileño a Primera división. Este ascenso activó la cláusula de compra, firmando con el equipo pepinero hasta junio de 2028. El club madrileño pactó con el Betis un millón de euros por el 60 % de los derechos económicos del jugador.

## Estadísticas
Actualizado a 2 de agosto de 2025.
| Atlético Malagueño · España                                                           | 3.ª 9         | 2017-18       | 3   | 0  | — | — | — | — | 3   | 0  |
| Málaga C. F. · España                                                                 | 1.ª           | 2017-18       | 1   | 0  | — | — | — | — | 1   | 0  |
| Atlético Malagueño · España                                                           | 2.ª B         | 2018-19       | 24  | 2  | — | — | — | — | 24  | 2  |
| Atlético Malagueño · España                                                           | 3.ª           | 2019-20       | 15  | 3  | — | — | — | — | 15  | 3  |
| Atlético Malagueño · España                                                           | 3.ª           | 2020-21       | 22  | 7  | — | — | — | — | 22  | 7  |
| Atlético Malagueño · España                                                           | Total club    | Total club    | 64  | 12 | 0 | 0 | 0 | 0 | 64  | 12 |
| Málaga C. F. · España                                                                 | 2.ª           | 2020-21       | 3   | 1  | 1 | 1 | — | — | 4   | 1  |
| Málaga C. F. · España                                                                 | Total club    | Total club    | 4   | 1  | 1 | 1 | 0 | 0 | 5   | 2  |
| Betis Deportivo Balompié · España                                                     | 1.ª RFEF      | 2021-22       | 28  | 2  | — | — | — | — | 28  | 2  |
| Betis Deportivo Balompié · España                                                     | 2.ª RFEF      | 2022-23       | 10  | 5  | — | — | — | — | 10  | 5  |
| Betis Deportivo Balompié · España                                                     | Total club    | Total club    | 38  | 7  | 0 | 0 | 0 | 0 | 38  | 7  |
| Real Betis Balompié · España                                                          | 1.ª           | 2022-23       | 6   | 1  | — | — | — | — | 6   | 1  |
| Real Betis Balompié · España                                                          | 1.ª           | 2023-24       | 5   | 0  | — | — | — | — | 5   | 0  |
| Real Betis Balompié · España                                                          | Total club    | Total club    | 11  | 1  | 0 | 0 | 0 | 0 | 11  | 1  |
| C. D. Leganés · España                                                                | 2.ª           | 2023-24       | 16  | 4  | — | — | — | — | 16  | 4  |
| C. D. Leganés · España                                                                | 1.ª           | 2024-25       | 39  | 8  | - | - | - | - | 39  | 8  |
| C. D. Leganés · España                                                                | Total club    | Total club    | 55  | 12 | 0 | 0 | 0 | 0 | 29  | 9  |
| Total carrera                                                                         | Total carrera | Total carrera | 201 | 42 | 1 | 1 | 0 | 0 | 176 | 40 |
| (1) Incluye datos de la Copa del Rey. (2) Incluye datos de la Liga Europa de la UEFA. |               |               |     |    |   |   |   |   |     |    |

## Palmarés

### Campeonatos nacionales
| Título           | Club                   | País   | Año  |
| ---------------- | ---------------------- | ------ | ---- |
| Segunda División | Club Deportivo Leganés | España | 2024 |